# Senyals de fum

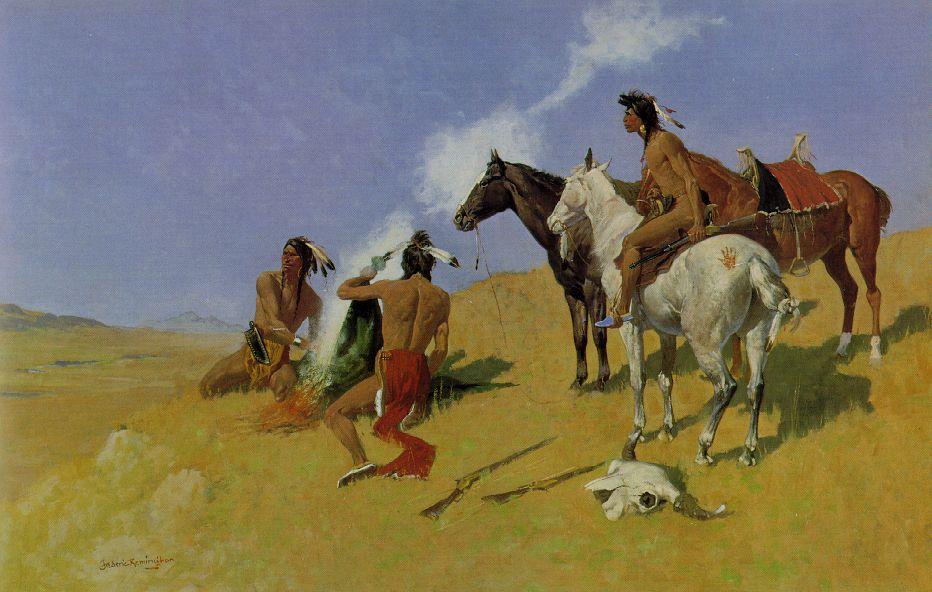
Natius d'Amèrica del Nord utilitzant senyals de fum. Pintura de Frederic Remington

Els senyals de fum són aquells que s'utilitzen per a la comunicació entre àrees vastes i despoblades i que es fan mitjançant fogueres. És un dels mitjans de comunicació a distància més antics. Aquests senyals permetien comunicar missatges complexos i codificats per endavant entre talaies o llocs de vigilància; un dels usos era advertir d'albiraments enemics.
Es van fer famosos gràcies a la seva representació en els westerns on els indis d'Amèrica del Nord els utilitzaven.

## Història
A l'Antiga Xina, soldats que estaven alerta a les torres de la Gran Muralla de la Xina van poder alertar sobre atacs enemics, enviant missatges de fum de torre a torre. Flavi Renat Vegeci explica en la seva obra Epitome Rei Militaris esmentava, com a cosa habitualment practicada, les comunicacions entre unitats militars separades mitjançant fum de dia i foc de nit.
Els natius americans els utilitzaven. Els selknam utilitzaven els senyals de fum, tal com registraren els exploradors espanyols i portuguesos durant el segle xvi. L'ètnia ranquel, que habita La Pampa (Argentina), també l'utilitzava. A la conca del riu Cachapoal la població rural l'utilitza.

## Altres exemples
- Una inscripció en un ostracon trobat a Laquish, a Palestina, pot suggerir que els antics Judeus utilitzaven senyals de fum per comunicar-se d'una fortalesa a una altra.[9] Es trobaria una al·lusió a aquesta pràctica a la Bíblia (1 6).
- A Amèrica del Sud, els Yagans feien servir senyals de fum per indicar balenes encallades, de manera que tantes persones com fos possible poguessin agafar carn de la carcassa abans que es descomposés. Pot ser que hagin utilitzat aquests senyals per a altres finalitats, per la qual cosa és possible que Magalhaes veiés un d'aquests focs quan va creuar la Patagònia, fet que va inspirar el nom de Tierra del fuego.
- El fum del canó del migdia s'utilitzava per sincronitzar els cronòmetres a Ciutat del Cap, Sud-àfrica.
- Quan es reuneix per nomenar el nou Papa, el Conclave anuncia els resultats de cada votació mitjançant senyals de fum. El fum negre indica un vot no concloent mentre que el fum blanc marca el final del Conclave i, per tant, l'elecció del nou papa.

## Arqueologia
L'any 2020, els arqueòlegs japonesos van descobrir a Takatori les restes d'una instal·lació destinada a emetre senyals per foc o fum, que formava part d'una xarxa de senyalització creada al segle VII entre Kyushu i Asuka, esmentat al "Nihon Shoki".